# 100 Nights of Hero
100 Nights of Hero ist ein Spielfilm von Julia Jackman aus dem Jahr 2025. Der Fantasyfilm basiert auf der gleichnamigen Graphic Novel von Isabel Greenberg. Im Mittelpunkt der Handlung steht eine unglücklich zurückgewiesene Ehefrau, die sich in einer imaginären, mittelalterlichen Welt sowohl zum Freund ihres Gatten, als auch zu ihrer Haushälterin hingezogen führt. Die Hauptrollen übernahmen Emma Corrin, Nicholas Galitzine und Maika Monroe. Die Uraufführung findet im Spätsommer im Rahmen der Internationalen Filmfestspiele von Venedig statt, wo die britische Produktion in der Nebenreihe Settimana Internazionale della Critica gezeigt wird.

## Handlung
Die alternative Welt von Darkly End wird vom despotische Birdman regiert. Frauen droht hier die Todesstrafe, sollten sie sich gegen die Männer auflehnen. Die junge und attraktive Cherry ist unglücklich mit Jerome verheiratet. Ihr Gatte weigert sich, Zeit mit ihr zu verbringen und pflichtgemäß einen Erben zu zeugen. Cherrys einzige Stütze in dieser Zeit ist die ihr zugetane Hausangestellte Hero. Diese ist Mitglied in einem Geheimbund, der Geschichten von Frauen sammelt, die sich in der Vergangenheit gegen die gesellschaftlichen Normen von Darkly End aufgelehnt haben und denen ein ungerechtes Schicksal zuteilwurde. Hero kämpft dafür, dass die Opfer nicht vergessen werden. Cherry wiederum entwickelt schon bald verbotene Gefühle für ihre Angestellte.
Als eines Tages Jerome vorgibt, eine Geschäftsreise antreten zu müssen, stellt er Cherry seinen attraktiven Freund Manfred zur Seite. Manfred schenkt ihr seine Aufmerksamkeit und lebt sich schnell ein. Cherry ist zwischen Manfred und Hero hin- und hergerissen. Hero beschleicht währenddessen ein ungutes Gefühl und verdächtigt den Gast, etwas im Schilde zu führen.

## Veröffentlichung
Die Weltpremiere von 100 Nights of Hero soll im Rahmen des 82. Internationalen Filmfestivals von Venedig erfolgen, das Ende August 2025 beginnt. Der Beitrag wurde als Sondervorführung und offizieller Abschlussfilm der unabhängig veranstalteten Nebenreihe Settimana Internazionale della Critica (SIC) ausgewählt.